# Mont Thabor (Israël)
Pour les articles homonymes, voir Thabor.
 (février 2019).
Si vous disposez d'ouvrages ou d'articles de référence ou si vous connaissez des sites web de qualité traitant du thème abordé ici, merci de compléter l'article en donnant les références utiles à sa vérifiabilité et en les liant à la section « Notes et références ».
Le mont Thabor, ou mont Tabor (en hébreu הר תבור) est une montagne isolée de 588 mètres d'altitude située au cœur de la Galilée, en Israël.

## Géographie
Du haut de ses 588 mètres, le mont Tabor domine de près de 450 mètres la plaine en contrebas, la tavor Kfar. C'est un monadnock : une colline isolée ou une petite montagne s'élevant brusquement d'une terre légèrement en pente ou plate, et qui n'est pas volcanique. Il a presque la forme d'une demi-sphère, surgissant d'un environnement assez plat.
Du fait de son isolement des autres montagnes de Galilée, le mont Tabor semble, et ce de tout temps, beaucoup plus élevé qu'il ne l'est en réalité. Le voyageur Van Agmon en parle en 1720, comme du « mont le plus élevé de la terre d'Israël ». Le voyageur Green le décrit ainsi, lors de son périple en 1854 : « Le Tabor ressemble à un autel surélevé, que Dieu aurait construit en son propre honneur. De par sa forme particulière et sa situation, il semble déclamer de toute sa puissance un chant pétri de sensibilité. Tous ceux qui s'en approchent sont soudain envoûtés. »
Le sommet du mont Tabor est pourtant coiffé d'une esplanade légèrement en pente. Paradoxe dont plus d'un visiteur s'étonne, et qui permet aux moines, installés en son sommet, de cultiver une partie des terrains. Au sommet se trouvent en effet deux monastères chrétiens, un orthodoxe du côté nord-est et un catholique romain du côté sud-est. L'église catholique au sommet est facilement visible de loin.
À la base, il est presque entièrement entouré par les villages arabes de Dabouriyya et de Chibli-Oumm-Al-Ghanam. Le mont Tabor est situé à la sortie de l'autoroute 65, et son sommet est accessible par la route via Chibli. Un sentier de randonnée part du village bédouin de Chibli-Oumm-Al-Ghanam et fait environ cinq kilomètres de long.

## Historique
Durant son histoire, le mont Tabor a rarement été occupé. Il revêt cependant une importance stratégique et religieuse. Il est fréquemment mentionné dans les écrits saints (Jérémie 46/18), (Psaumes 88 (89)/13). Les témoignages historiques y font peu allusion, mais son nom est toujours lié à des évènements dramatiques et décisifs, tantôt relatifs aux guerres, tantôt aux religions. Ainsi en est-il aux époques du Premier et du Second Temple, ainsi qu'à celles byzantine et croisée dont les Hospitaliers tiennent la forteresse de 1255 à 1263. Les étonnants vestiges archéologiques découverts en son sommet sont eux aussi de nature ou religieuse, ou stratégique, et parmi eux, des églises, des monastères et des fortifications. On ne retrouve, par contre, aucun reste d'habitation.

### Napoléon contre les Turcs
Dans la bataille du Mont-Thabor du 16 avril 1799, le général Bonaparte défait les forces ottomanes pendant la campagne d'Égypte.
Kléber, encerclé, est presque à court de munitions et sur le point de succomber quand Napoléon débouche du mont Thabor avec les 4 000 hommes de la division du général Bon et tombe sur les arrières de l'armée turque. Les renforts forment un triangle avec les carrés de Kléber, et les Français prennent les Ottomans sous un feu croisé. La cavalerie ottomane est décimée, et l'infanterie d'Abdallah Pacha se replie en désordre.
Napoléon et Kléber disposent de 4 000 hommes et 16 canons contre 25 000 fantassins ottomans. Les Français perdent deux soldats et comptent 60 blessés contre 3 000 morts ou blessés et 500 prisonniers.

## Le mont Tabor dans la religion
Le mont Tabor est mentionné dans les trois principales religions monothéistes.

### Tradition juive
Dans la bénédiction que prodigue Moïse à Zébulon et Issachar (Deutéronome 33, 19), allusion est faite au mont Tabor, qui représente aux yeux des tribus alentour un lieu de sacrifices de justice. Il semblerait que le mont Tabor soit déjà vénéré par les Cananéens. Dans le Livre des Juges, Déborah monte avec un chef de la tribu de Nephthali, Barac, au mont Tabor (Juges 4) pour lutter victorieusement contre ceux-ci. Le nom de mont Thabor viendrait d'une déformation du nom de la prophétesse et juge d'Israël Débora[réf. nécessaire]. À l'époque du Second Temple, on allumait des feux sur le sommet du mont, afin d'annoncer les débuts de mois et les jours de fêtes.
Dans la tradition rabbinique, le mont Tabor a été épargné lors du Déluge.

### Tradition chrétienne
Dans la tradition chrétienne (depuis le IVe siècle), le mont Tabor est lié à l'événement de la Transfiguration. Bien qu'il ne soit pas explicitement mentionné dans le Nouveau Testament, le mont Tabor est lié à l'évènement depuis les temps anciens, et l'on trouve, en son sommet, plusieurs vestiges d'églises. Le mont Tabor fut occupé par un nombre non négligeable de moines et d'ermites.
Après la destruction des lieux saints chrétiens du mont au XIIIe siècle, ce dernier est déserté, mais les fidèles continuent, au fil des années, d'y monter en pèlerinage, et c'est au milieu des ruines qu'ils viennent se rappeler la Transfiguration de Jésus de Nazareth devant ses trois apôtres Pierre, Jacques et Jean (Mt 17, 1-8 ; Mc 9, 2-4 ; Lc 9, 28-33). Au XIXe siècle, des frères franciscains prennent possession des lieux, où ils construisent un monastère, auquel, en 1919, s'ajoutera la construction de la basilique actuelle.
À partir de l'époque byzantine, et jusqu'à nos jours, le mont Tabor devient un lieu important de pèlerinage, malgré les dangers et les difficultés auxquels sont confrontés les pèlerins, suivant les périodes. Outre le côté religieux, bon nombre de touristes visitent le lieu pour admirer le panorama.
Dans la liturgie catholique, la petite estrade sur l'autel pour poser le Saint-Sacrement est associé au mont Thabor.

## Labasilique de la Transfiguration

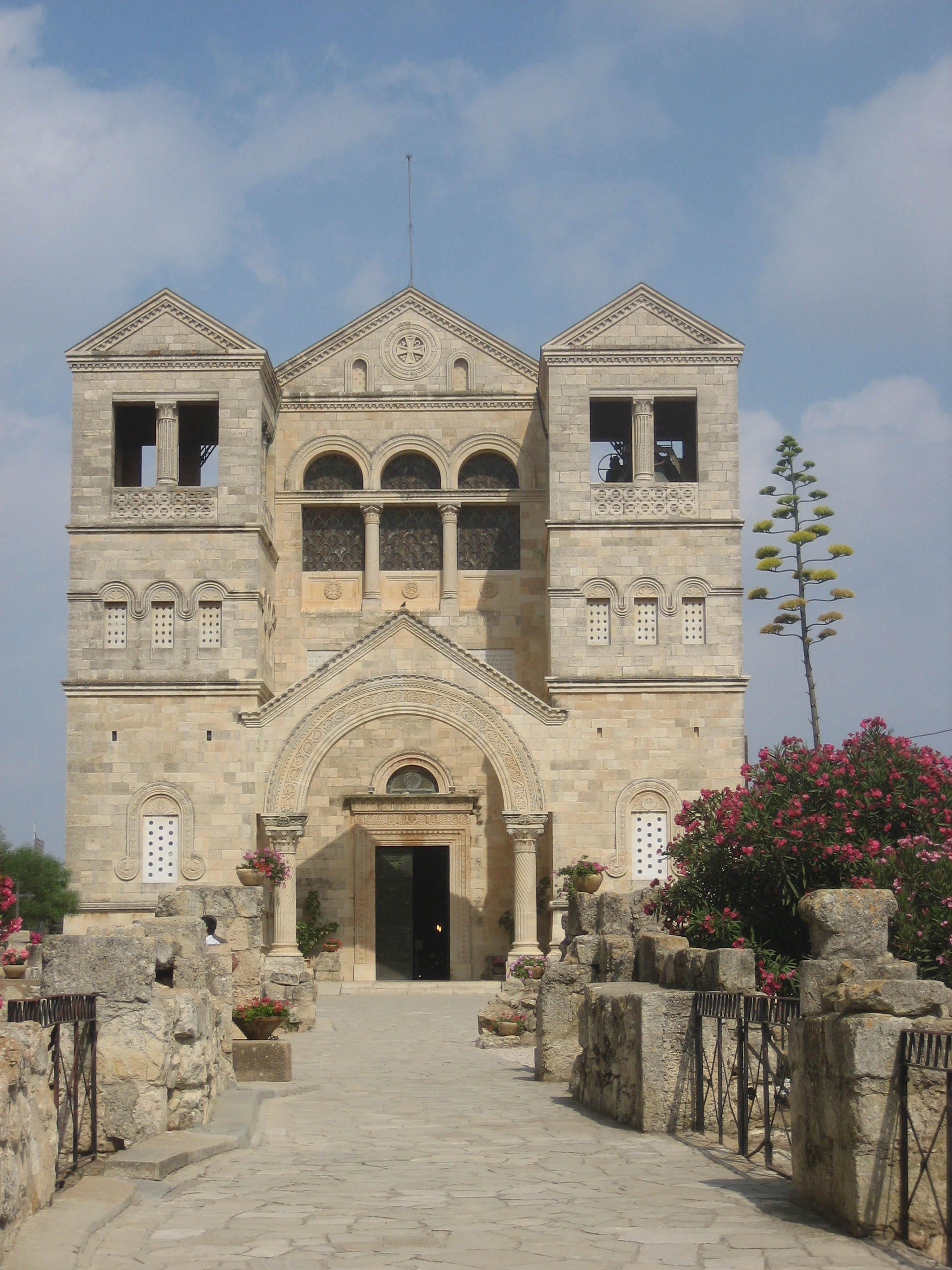
La basilique de la Transfiguration.

La basilique actuelle est construite par les Franciscains entre les années 1919 et 1924, d'après les plans de l'architecte italien Antonio Barluzzi. Ce dernier s'inspire des édifices religieux chrétiens que l'on trouve dans le Nord de la Syrie.
La basilique est composée d'une nef centrale et de deux allées latérales, et est construite sur le tracé des vestiges de l'église de l'époque croisée, bâtie par le prince de Galilée Tancrède. La charpente est faite en bois de pin.
Le jour qui s'infiltre à l'intérieur de l'église est là pour rappeler la lumière divine qui entoure Jésus au moment de la Transfiguration, comme il est écrit dans les Évangiles (Matthieu 17, 2). Du fait des conditions climatiques et de l'humidité présentes au sommet du mont Tabor, le toit a été recouvert d'une couche d'étain.
La mosaïque centrale, œuvre de l'artiste Vilani, représente Jésus entre Moïse et Élie, face à trois de ses disciples. L'architecte a inséré la construction de la basilique moderne dans les vestiges des constructions antérieures. Les deux tours surmontant l'entrée sont elles aussi construites sur les restes de deux chapelles de l'époque médiévale, chacune d'elles symbolisant Moïse et Élie ; dans la première, sur la gauche, est représenté Moïse tenant les Tables de la Loi sur le mont Sinaï ; dans la seconde, à droite, on voit représenté le prophète Élie lors de sa confrontation avec les disciples du dieu Baal sur le mont Carmel.
À l'entrée, une grille recouvre des marches creusées dans la roche et qui, à l'époque croisée, menaient à la crypte, sur les murs de laquelle on a retrouvé des inscriptions en grec et le dessin de croix.

## Autres vestiges
Les ruines situées de chaque côté du chemin menant à l'entrée de la basilique sont les vestiges du monastère Saint-Sauveur, construit à l'époque croisée par les moines bénédictins, en 1101. Il est difficile aujourd'hui de dater l'ensemble des vestiges.
Le monastère situé sur le mont Tabor est construit en 1873. Il abrite les chambres des moines franciscains, ainsi qu'une salle à manger commune réservée aux pèlerins. Des terrasses latérales, à l'extérieur de la basilique, on peut admirer le panorama sur la vallée de Jezreel, la vallée du Jourdain, les montagnes de Samarie et le mont Carmel.
Au sud de la basilique on retrouve quelques rares vestiges de l'époque de la grande révolte des Juifs contre les Romains.
Outre la basilique catholique romaine, le mont Tabor est également surmonté d'une église orthodoxe, construite elle aussi sur des vestiges de l'époque croisée. D'après les témoignages historiques, on sait que les Bénédictins de l'époque médiévale cohabitaient avec une communauté grecque catholique. Au nord-ouest de l'église orthodoxe, on trouve une grotte que la tradition lie à la rencontre entre Abraham et le roi Melchisédech.